# Схонховен

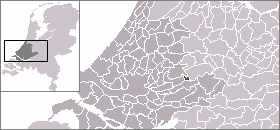
Расположение общины Схонховен на карте Нидерландов

Схонховен (нидерл. Schoonhoven) — город и община в провинции Южная Голландия (Нидерланды).

## География
Община занимает территорию 6,96 км², из которых 6,31 км² — суша, и 0,65 км² — водная поверхность. В настоящий момент Схонховен является самой маленькой по площади общиной Нидерландов.

## История
Около 1220 года у впадения реки Зевендер в реку Лек был возведён замок, вокруг которого сформировалось поселение, в документе 1247 года оно упоминается под названием «Sconhoven». В 1280 году Сконховен получил статус города. В 1350 году вокруг города была возведена городская стена, за пределы которой он начал распространяться лишь в середине XX века.

## Состав общины
В общину входят населённые пункты Сконховен, Виллиге-Лангерак и Бовенберг.